# Władimirow (stacja kolejowa)
Władimirow (ros. Владимиров) – stacja kolejowa w miejscowości Niwienskoje, w rejonie bagrationowskim, w obwodzie królewieckim, w Rosji. Położona jest na linii Królewiec – Bagrationowsk.

## Historia
Stacja powstała w okresie przynależności Prus Wschodnich do Niemiec. Początkowo nosiła nazwę Tharau, od pobliskiej miejscowości Tharau (obecnie Władimirowo). Na stacji rozpoczynała bieg kolejka wąskotorowa do Krzyżborka (Kreuzburga) (stacja krańcowa znajdowała się w jego północnej części, obecnie będącej osobną wsią Sadowoje). Kolejka ta nie dotrwała do współczesnych czasów.